# Строматоліти

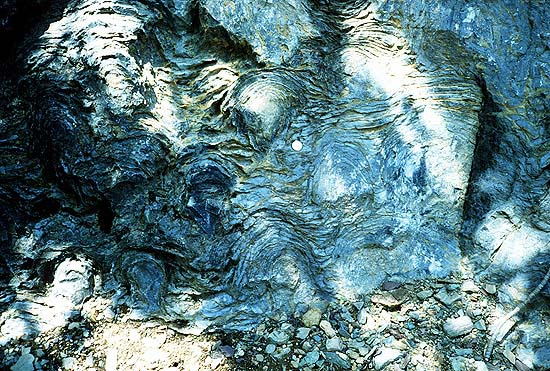
Докембрійський строматоліт

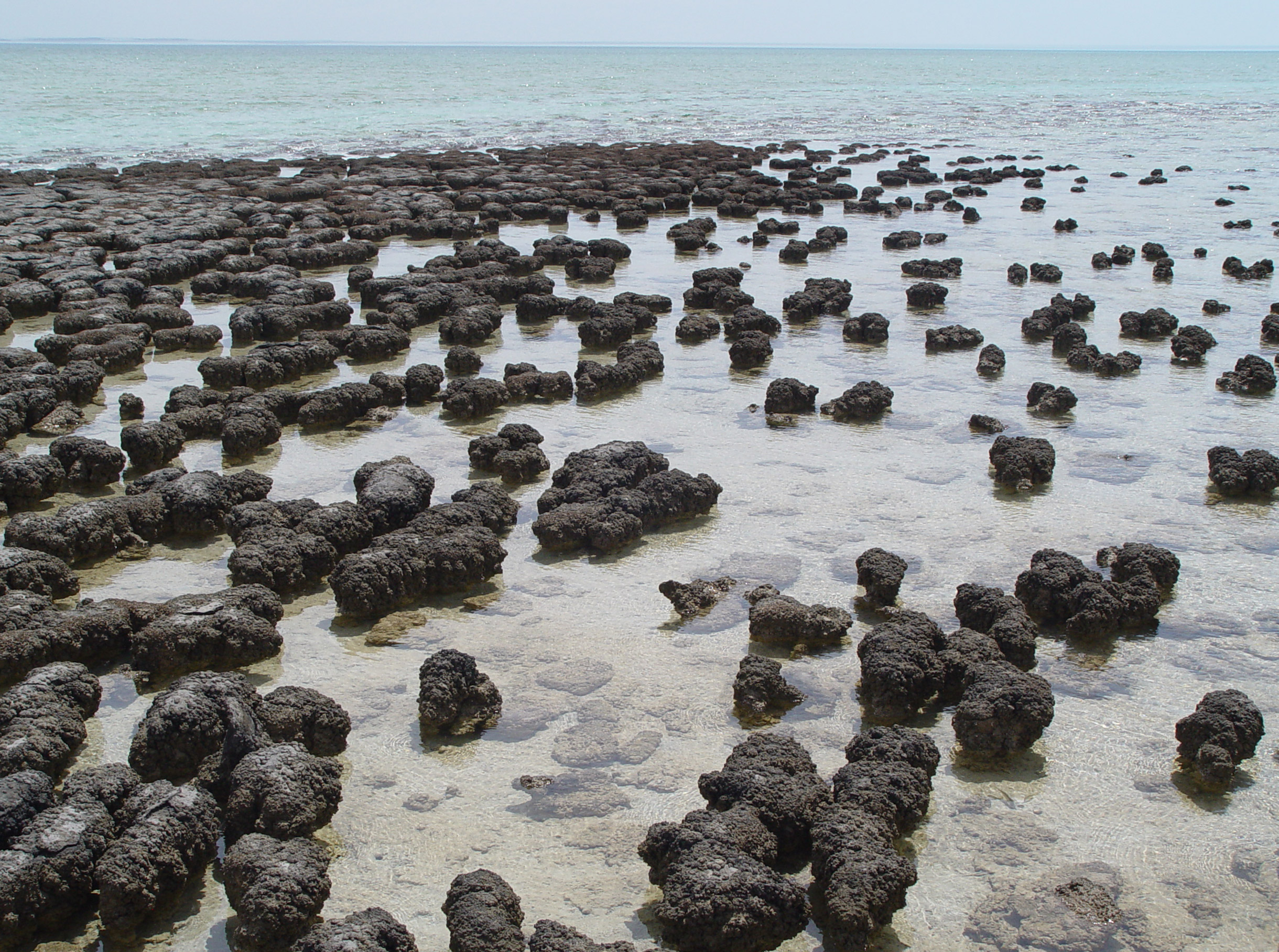
Сучасні строматоліти. Західна Австралія.

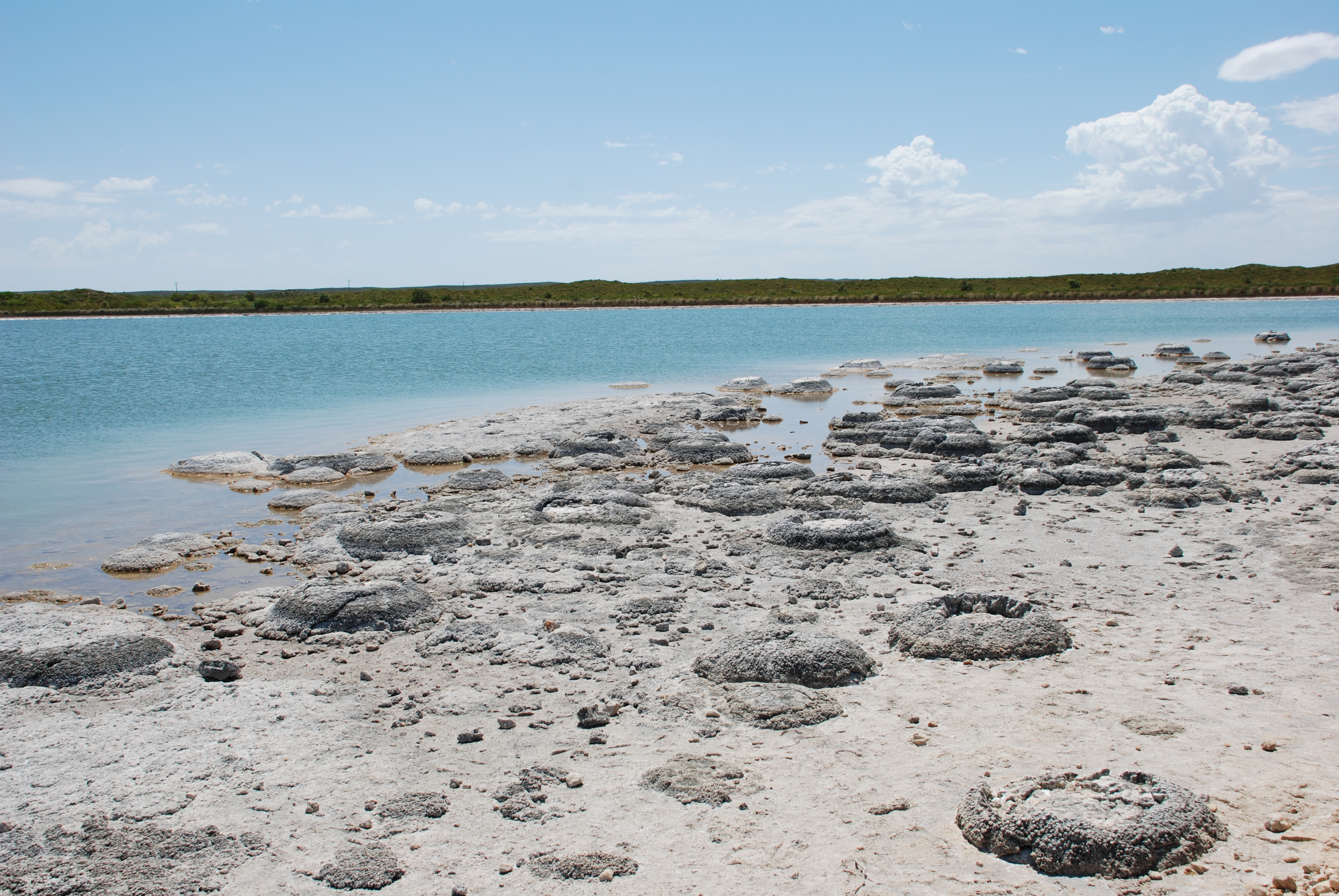
Сучасні строматоліти озера Тетіс в Західній Австралії

Строматоліти — викопні залишки ціанобактеріальних матів.
Строматоліт — викопна карбонатна (частіше вапняна або доломітова) порода, що утворилася на дні мілководного водоймища.
Назва походить від поєднання грецьких слів stroma — «підстилка» і litos — «камінь», буквально: кам'яна підстилка, кам'яний прошарок.

## Загальний опис
Строматоліти — карбонатні нарости (біогерми) на дні водоймища, які мають випуклу або нерівну поверхню і складну внутрішню шаруватість. Продуцентами строматолітів вважаються нижчі водорості (синьо-зелені та ін.) з домішками хімічного і механічного карбонату, який застряг між нитками водоростей. Всі строматолітові утворення мілководного походження і тісно пов'язані з умовами осадонакопичення, в тому числі і його хімізмом. Звичайно розташовуються в зонах опріснення або засолонення або в зонах з періодичною зміною солоної та прісної води, де не можуть жити тварини і більш високоорганізовані водорості. Внутрішня та зовнішня структура С. використовується для їхньої класифікації та для місцевого і регіонального порівняння, розчленування відкладів. Строматоліти відомі з архею, особливо багато їх у відкладах від докембрію до ордовика.
Вважають, що строматоліти — одні з перших живих організмів, які заселили нашу планету 3,7 мільярда років тому.
В археї і протерозої ціанобактеріальні (синьо-зелені водорості) плівки і «мати» покривали значні ділянки морського дна. Внаслідок життєдіяльності ціанобактерій й утворювалися строматоліти — шаруваті вапнякові споруди. У деяких екстремальних біотипах (наприклад, в прибережних пересолених лагунах в Австралії) строматоліти утворюються і до сьогодні. Крім ціанобактерій, в археї та протерозої існувало велике різноманіття інших прокаріотичних організмів. Сьогодні за викопними залишками важко судити про їхній спосіб життя, метаболізм та інші найважливіші властивості. Є непрямі докази, що величезні поклади залізняку в протерозої сформувалися завдяки діяльності залізобактерій.

## Історія вивчення
На ранніх стадіях вивчення строматоліти асоціювалися із залишками багатоклітинних еукаріотів — губками, коралами або мохами. По ступеню складності вони понад усе нагадували дослідникам скелети багатоклітинних еукаріотів. Пізніше до можливих строматолітоутворювачів були віднесені міксоміцети. Подальше вивчення строматолітів дозволило однозначно пов'язати їхнє утворення із життєдіяльністю колоній нитчастих ціанобактерій. Це було показано в результаті виявлення залишків ниток у викопних строматолітах і підтверджено дослідженнями їхніх сучасних аналогів. Таким чином, принципово змінилося уявлення про строматолітоутворювачів і виникнення споруди зв'язувалося вже не з життєдіяльністю окремого організму, а з життєдіяльністю колонії. Приблизно на початку 30-х років XX століття в різних країнах почалося геологічне вивчення строматолітів, що дозволило дослідникові Н. Н. Дінгельштедту в 1935 р. вперше зіставити уральські строматоліти з аналогічними спорудами з докембрійських товщ Америки і Китаю. Ним була висловлена надія на подальше успішне використання строматолітів у стратиграфії. При подальшому вивченні закономірності розподілу строматолітів в розрізах виявилися тими ж, що й у фанерозойських скелетних залишків еукаріотних організмів.